# Легендарненський елеватор

Легендарненський елеватор — підприємство харчової промисловості у селищі Новодонецьке Добропільської міської ради Донецької області. Є філією ПАТ «Державна продовольчо-зернова корпорація України», розташоване на межі трьох областей України: Донецької, Дніпропетровської та Харківської.
Елеватор місткістю 150 тис. тонн — найпотужніше зерносховище Донецької області.
Підприємство механізоване, оснащене сучасною технікою.
Прийом і відвантаження збіжжя здійснюються цілодобово.
Для доведення до необхідної кондиції зволоженого зерна працюють дві зерносушарки ДСП-32, а для очищення зерна від домішок діють два сепаратори БСЦ-100, продуктивністю по 100 тонн на годину.
Приймання і відвантаження зерна здійснюється цілодобово (працюють 4 точки: по дві з автомобільного і відповідно — залізничного транспорту).